# Feuilla

Feuilla este o comună în departamentul Aude din sudul Franței. În 1 ianuarie 2022 avea o populație de 107 de locuitori.